# Abrucena
Abrucena là một đô thị thuộc tỉnh Almería, in Tây Ban Nha. Đô thị này có diện tích 83 km², dân số năm 2005 là 1358 người.

## Biến động dân số
| 1999  | 2000  | 2001  | 2002  | 2003  | 2004  | 2005  |
| ----- | ----- | ----- | ----- | ----- | ----- | ----- |
| 1,460 | 1,455 | 1,437 | 1,413 | 1,391 | 1,386 | 1,358 |

Nguồn: INE (Tây Ban Nha)